# Saša Čuić
Aleksandar Čuić, detto Saša (Fiume, 3 novembre 1983), è un ex cestista croato.